# Kniewo (jezioro na Pojezierzu Szczecineckim)
Kniewo – jezioro w woj. zachodniopomorskim, w powiecie szczecineckim, w gminie Borne Sulinowo, leżące na terenie Pojezierza Szczecineckiego.

## Dane morfometryczne
Powierzchnia lustra wody wynosi 52,5 ha.
Lustro wody położone jest na wysokości 140,3 m n.p.m..

## Hydronimia
Według urzędowego spisu opracowanego przez Komisję Nazw Miejscowości i Obiektów Fizjograficznych (KNMiOF) nazwa tego jeziora to Kniewo. W różnych publikacjach jezioro to występuje pod nazwą Kaniewo.